# Hulk és a Z.Ú.Z.D.A. ügynökei
A Hulk és a Z.Ú.Z.D.A. ügynökei (eredeti cím: Hulk and the Agents of S.M.A.S.H.) amerikai televíziós 2D-s számítógépes animációs akciósorozat, amelyet Stan Lee készített. A sorozatot a Marvel Animation készítette.
Amerikában a Disney XD tűzte műsorra. Magyarországon a Story4 adta le.

## Ismertető
Rick Jones elhatározza, hogy egy websorozat keretein belül bemutatja a zöld behemót, Hulk szelídebb énjét, mely rejtve van a külvilág elől...

## Szereplők
| Karakter neve         | Angol szinkron    | Magyar szinkron     |
| --------------------- | ----------------- | ------------------- |
| Hulk                  | Fred Tatasciore   | Varga Rókus         |
| A-Bomb / Rick Jones   | Seth Green        | Czető Roland        |
| Red Hulk              | Clancy Brown      | Törköly Levente     |
| She-Hulk              | Eliza Dushku      | Solecki Janka       |
| Skaar                 | Benjamin Diskin   | Sarádi Zsolt        |
| Pókember              | Drake Bell        | Molnár Levente      |
| Tony Stark / Vasember | Adrian Pasdar     | Welker Gábor        |
| Thor                  | Travis Willingham | Czvetkó Sándor      |
| A Lény                | Dave Boat         | Bolla Róbert        |
| Farkas                | Steven Blum       |                     |
| Loki                  | Troy Baker        | Csőre Gábor         |
| Heimdall              | Chris Bosh        | Barabás Kiss Zoltán |

## Epizódok

### 1. évad
1. A pusztítás kapujában 1. rész (Doorway to Destruction Part 1)
2. A pusztítás kapujában 2. rész (Doorway to Destruction Part 2)
3. A Hulk ölő (Hulk Busted)
4. A gyűjtő (The Collector)
5. Ego az élőbolygó (Ego the Living Planet)
6. Vadföld (Savage Land)
7. A hihetetlen törpehulkok (The Incredible Shrinking Hulks)
8. Jegelve (Hulks on Ice)
9. A vakondokok (Of Moles and Men)
10. Vendígó Apokalipszis (Wendigo Apocalypse)
11. Skaar és a jó modor (The Skaar Whisperer)
12. Irány a negatív zóna (Into the Negative Zone)
13. Red rodeózik (Red Rover)
14. A mérgezés (The Venom Within)
15. Galaktusz hírnöke (Galactus Goes Green)
16. A repcsi bosszúja (The Trouble with Machiness)
17. A rémpofa (Abomination)
18. A lehetetlen küldetésember (Mission Impossible Man)
19. Asgardért (For Asgard)
20. Idegen egy idegen földön (Stranger in a Strange Land)
21. Egy csodálatos álom (It's a Wonderful Smash)
22. Deathlok (Deathlok)
23. Nem ember, emberek (Inhuman Nature)
24. A vad (The Hunted)
25. Szörnyekből hősök (Monsters no More)
26. A vezér bolygója (Planet Leader)

### 2. évad
1. (Planet Hulk Part 1)
2. (Planet Hulk Part 2)
3. (Hulking Commandos)
4. (Fear Itself)
5. (Guardians of the Galaxy)
6. (Future Shock)
7. (A Druff is Enough)
8. (Homecoming)
9. (Spidey, I Blew Up the Dinosaur)
10. (The Strongest One There Is)
11. (The Doppelsmashers)
12. (The Big Green Mile)
13. (The Green Room)
14. (The Defiant Hulks)
15. (Enter, the Maestro)
16. (The Tale of Hercules)
17. (Banner Day)
18. (Wheels of Fury)
19. (Days of Future Smash, Part 1: The Dino)
20. (Days of Future Smash, Part 2: Smashguard)
21. (Days of Future Smash, Part 3: Dracula)
22. (Days of Future Smash, Part 4: Year of the Hydra)
23. (Days of Future S.M.A.S.H., Part 5: The Tomorrow Smashers)
24. (Spirit of Vengeance)
25. (Planet Monster, Part 1)
26. (Planet Monster, Part 2)